# De Knol (wierde)
De Knol is een voormalige wierde aan de gelijknamige Knolweg onder Stitswerd in de gemeente Het Hogeland in de Nederlandse provincie Groningen. 
De wierde werd mogelijk net als bijvoorbeeld Eelswerd en Kokshuis aan het begin van de jaartelling aangelegd op de laagvlakte binnen de boogvormige kwelderwal die vanuit Adorp eerst naar het noorden loopt via Warffum en Usquert en vervolgens naar beneden afbuigt via Rottum, Kantens en Middelstum. De wierde van De Knol werd in het begin van de 20e eeuw afgegraven.
Op de wierde heeft volgens de overlevering een steenhuis gestaan. In elk geval hebben op de wierde verschillende boerderijen gestaan, waarvan op het erf resten zijn aangetroffen. In de middeleeuwen is er in de klauwboeken sprake van een edele heerd met ruim 100 grazen en verschillende heerlijke rechten. Later is er sprake van twee boerderijen: De Groete Knollen en De Lutke Knollen. Waarschijnlijk heeft er echter ook nog een derde boerderij gestaan. Deze boerderijen zijn in de loop der tijd gefuseerd tot de huidige boerderij De Grote Knol (Knolweg 1). Het voorhuis van deze boerderij werd in 1832 gesloopt, nadat de schuren al eerder waren afgebroken. In 1860, maar mogelijk al eerder, werd er een huis gebouwd. In 1924 werd er een nieuwe boerderij gebouwd. Het voorhuis van deze boerderij werd in 1969 gemoderniseerd. In 1974 werd er een nieuwe veestal gebouwd, in 1989 een nieuwe ligboxenstal en in 2002 werd deze ligboxenstal verdubbeld in capaciteit.
De naam Knol verwijst net als 'Knul' en 'Nol' naar een hoogte. Volgens Ritzema verwijst Knol hier naar een 'dingstede' ("gerechtsheuvel") ten noorden van de kerk waar het gerecht werd uitgeoefend. De boerderij zou hiernaar zijn vernoemd.